# Casa de Francesca Rovira
La Casa de Francesca Rovira és una obra amb elements historicistes de Sant Cugat del Vallès (Vallès Occidental) protegida com a Bé Cultural d'Interès Local.

## Descripció
Habitatge unifamiliar l'originalitat del qual rau en l'historicisme neo-àrab amb obertures d'arcs polilobulats, de ferradura i punt d'ametlla; en les columnes amb decoració trepada, estucats arabescos i jocs de textures i colors amb el maó vist.
També destaca la planta i l'articulació dels volums a partir d'una doble escalinata i un pati interior amb un sortidor d'aigua.
La coberta és un conjunt de terrats plans, per cada un dels cossos d'edificació, envoltats d'una barana amb merlets esglaonats.